# Török András (művelődéstörténész)
Török András (álneveː Simplicissimus; Budapest, 1954. május 30. –) művelődéstörténész, kulturális menedzser, non-fiction könyvek szerzője, nonprofit üzletember.

## Életrajz
Angol és újgörög nyelvet, történelmet tanult az Eötvös Loránd Tudományegyetemen. Pályája elején volt tanár, műfordító, tipográfus, földalatti és föld feletti folyóirat szerkesztője. 1979 és 82 között a Nemzeti Színház, 1982/83-ban a Katona József Színház tipográfusa, propagandistája. 1989–1994 között a 2000 című folyóirat segédszerkesztője, tipográfusa. 1993-ban használta először a Simplicissimus álnevet Budapesttel kapcsolatos tárcáiban.
1994/95-ben a Művelődési és Közoktatási Minisztérium kulturális helyettes államtitkára, a Nemzeti Kulturális Alap ex officio elnöke, 1996-tól 1998-ig főállású elnöke. A két legfontosabb állami szolgálatban megvalósított projekt, amelynek ötletgazdája volt: az Orpheus hanglemezsorozat és a Digitális Irodalmi Akadémia (1998). 1998–2003-ban a Mai Manó Ház alapító igazgatója.
2002-ben Saly Noémival megalapította a Nagy Budapest Törzsasztalt, amelynek 2018 végéig a titkára volt. 2002 és 2004 között a Hollandiai Magyar Évad nevű kulturális megaprojekt főkurátora, koordinátora (Hongarije aan Zee, illetve Partra Magyar.) 2004-ben részt vesz a Budapest című folyóirat újraindításában. 2004-ben megalapítja a Summa Artium nevű szervezetet, melynek 2019. március 31-ig igazgatója volt, utána a kuratórium elnöke. 2004–2012 között az amsterdami European Cultural Foundation kurátora. 2011 óta a Szeretem Magyarországot Klub tagja. 2012–2020 között az AEGON művészeti díj adminisztrátora, 2013 óta a Fortepan online archívum önkéntesként dolgozó menedzsere és propagandistája. 2015–2019 között a Budapest folyóirat felelős kiadója.
A Vademecum Hírlevelet (heti kulturális ajánló) a 2004. novemberi első számtól kezdve Török András egy személyben írja. 2024 végén már az ezredik szám felé közelít. Ugyancsak ő válogatja és látja el ajánlással a 2010-ben indult Vademecum Könyvklub havonta küldött köteteit.
2024-ben a főváros közgyűlése Budapest díszpolgárává választotta.

### Önálló kiadvány
- Mark Twain világa. Európa, Bp. 1982, 269 o.
- Oscar Wilde világa. Európa, Bp. 1989, 288 o.
- Budapest: A Critical Guide. Park/Officina Nova, 1989, Park, 1991, 92, 2005, 2007, 2011. Corvina, 1997, 1998, 2001, 2005, 2007, 2011. 2014. (8. kiadás)[6]
- Budapest: Ein kritischer Reiseführer. Park, Bp. 1989, 1991, Corvina, 1997, 1998, 2001, 2005, Park 2009, 2011
- Budapest: Una Guida Diversa. Officina Nova, 1991
- Budapest, ma ville. Le guide de flâneur. Corvina Publishers (in cooperation with Institut Français), 2001, 2006
- Nagy Budapest Könyv. Corvina/Városháza, 1998, 2001
- 35 Secrets of Budapest (Studio Metropolitana Budapest, 2009, 47. o.)
- 250 (Kétszázötven emlék, a Vademecum Hírlevél 250. száma, nyomtatott formában.) Summa Artium, 2009, 260 o., készült 250 példányban, kereskedelmi forgalomba nem került.[7]
- Budapest Könyv, avagy Simplicissimus szerint a világ (Park Könyvkiadó, 2012, 2013, 2015, illusztrálta Felvidéki András)
- A Lánchíd, mai fénytörésben (Ingatlanfejlesztői Kerekasztal Egyesület, 2013, 68 o.) – e-könyv és fizikai kiadvány
- A nevezetes magyar Országház, és a tér, ahol áll (Wachsler Tamással, Országház–Osiris, 2015)[8]
- A magyar Országház (Az Országgyűlés Hivatala, Nemzet Főtere Füzetek 1., 2015)
- A budapesti Szabadság tér (Ingatlanfejlesztői Kerekasztal Egyesület, 2016, 94 o.) – e-könyv és fizikai kiadvány
- The Remarkable Hungarian Parliament Building (Co-author: Tamás Wachsler, The Office of The National Assembly, 2016)
- 500 Hidden Secrets of Budapest (Luster, Antwepen, 2018, 2019)

#### Magyar nyelvű cikkek, tanulmányok
- Miss Watson Jimje: Egy irodalmi dialektus fordításához. Az Angol Tudományos Diákkör Évkönyve, ELTE Angol Tanszék, Bp. 1976. pp. 219–256.
- Lengyel Péter: Macskakő. 2000, Mcmxciv (1994) május, 53-60. o.
- „A meg nem épült Budapest”, Budapesti Negyed folyóirat, 1997 tél/1998 tavasz. 240 pp. (vendégszerk, egyik szerző)
- Nagy szavak egy minimalista díszletről. Színház, 2002 február, 6-7. o.
- Eligazodás és eligazítás. A fenntartható virágzás programja a főváros kultúrájában. Budapesti Negyed, 28. (2002/2, „Budapest-dilemmák”)
- A „Hottest Cool Spot” múltja és jövője. Budapesti Negyed 56, 2007/2
- Simplicissmus Budapestje rovat 2009. január – megtalálható a Budapest folyóirat kereshető archívumában: itt.[9]
- A nonprofit kincsvadász (Portré Tamási Miklósról, az Alibi folyóirat Kincs számában, 2014 ősz.[10]
- Az a bizonyos fa (Talány a Kádár-kori Ligetben) Art Magazin, 2015/5[11]
- Egy kép minden kerületből. Heti Fortepan, 2020. november 20.

### Idegen nyelvű cikkek
- The Lie As Tall tale in “Huckleberry Finn”. Az Angol Tudományos Diákkör Évkönyve, ELTE Angol Tanszék, Bp. 1977, pp. 252–290.
- English Loanwords in Modern Greek Fiction. In: Homonoia, No. 2, 1983, Dept. of Greek, Budapest Univ., pp. 146–177.
- Rétro et ringard. In: Budapest, Danube Blues, Autrément, Octobre, 1988, pp. 80–85.
- À boire et à manger. In: Budapest, Danube Blues, Autrément, Octobre, 1988, pp. 150–157.
- Waandeling door Budapest. In: Transfer, Amsterdam, Juni 1990, pp. 16–25. (holland nyelven)
- The Spirit of the City. In: Matrix, Montréal, Number 34, pp. 64–70.
- L’histoire de mon Pot-au-feu. In: Belvédere, Paris, Octobre/Novembre 1991, pp. 96–100.
- The Concise Egghead Guide to Budapest, Budapest Review of Books, 1992–2001
- Entry on “Budapest”, Encarta Digital Enyclopaedia, 1999
- Before and After. (Scenes of Budapest – photos of Imre Benkő.) Harvard Design Magazine, Winter/Spring 2001. pp. 31–43.
- Resurrecting Budapest Photographer Manó Mai and his Studio/Home. In: Photography and Research in Austria
- Vienna, the Door to the European East. Dietmar Klinger Verlag, Passau, 2002. pp. 57–67.
- Wo sind all die Eggheads hin? Über die Budapester Intellektuellen (In: Perspektiven Metropolitaner Kultur, herausgegeben von Ursula Keller, edition suhrkamp, 2000
- Előszó az A Shabby Paradise: Contemporary Hungarian Theatre című kötethez, Magyar Színházi Intézet, 2004

#### Fordítás, szerkesztés
- Malcolm Cowley: Az amerikai író természetrajza. (Ford. T.A.) Európa, Bp. 1977
- Stephen Leacock: Rosszcsirkeff Mária emlékiratai. Európa, Bp. 1984 (válogató, részben fordító: T.A.)
- Oscar Wilde és Algernon Charles Swinburne versei. Európa „Lyra Mundi”, 1986 (válogatta, az utószót írta: T.A.)
- A Booklover’s Guide to Budapest. Published by the Budapest Book Festival, 1994. 48 pp.
- Hungary: Arts Directory. Visiting Arts, London, 1999, 418 pp. (szerkesztő, Tom Doling, Striker Sándor és S. Arapovics Mária társaságában)
- Gera Mihály. (Fotóalbum, 70. születésnap alkalmából). Mai Manó Ház, Budapest, 2001. pp. 48. (szerkesztő)
- Magyar tekintet / Le regard hongrois. Magyar fotográfusok a párizsi Palais Royal kertjében. Mai Manó Ház, Budapest, 2001. pp. 280. Magyar és francia nyelven (főszerkesztő, a bevezetés és a kortárs életrajzi jegyzetek szerzője)
- A „Városháza Fórum” tervpályázat eredménye, a Budapest különszáma, 2009, szerkesztő, a vezércikk szerzője

#### Grafikai munkák
- Műsorfüzetek a Nemzeti Színháznak (1979–82)
- Plakátok a Katona József Színháznak (1982–83)
- Medvetánc-lapterv (1982)
- Színészmúzeum emlékkönyve (1982)
- Így élt… sorozat a Móra Ferenc Könyvkiadónak (1989)
- A 2000 folyóirat terve (1989)
- Darker Muses (Nero) a Corvina Kiadónak (1989), Nívódíj, Szép Könyv verseny 1990
- Horváth Iván: A vers (2000-ért Alapítvány – Gondolat Kiadó, 1991)
- Lengyel László: Útfélen (2000-ért Alapítvány, 1992)
- Bojtár Endre: Kelet-Európa vagy Közép-Európa? (Századvég, 1993)
- Lengyel László: Magyar alakok (Pénzügykutató Rt., 1994)
- Szilágyi Ákos: Szittya szótyár (2000 könyvek, 1999)
- „Míves semmiségek ” – Emlékkönyv Ruttkay Kálmán 80. születésnapjára, címlap, Pázmány Kiadó, 2002
- Margonauták – Írások Margócsy István 60. születésnapjára, címlap (rec.iti, 2009)

#### Török Andrásról
- The Confessions of a Guidebook Writer. The Hungarian Quarterly, 1992 Spring
- „A félig telt pohár.” Beszélgetés Török Andrással. (Respublika, 1994/30, 54-59. o., készítette Dávid Péter és Mikes Éva)
- „Nem a székhez ragaszkodtam.” [Riporter:] Rádai Eszter. = Mozgó világ. 22. 1996. 4. 41-51.
- Kovács, János Mátyás: „Én és Budapest” 2000, 1994, 57-61. o. (Margináliák rovat, BA, BI, HI, MI, SzÁ megjegyzéseivel)
- Suivez l’écrivain, suivez le guide: András Török, “Lire”, été 2002, 36-38. (Írta Carole Vantroys)
- Örök turista, saját szülővárosában (Kemény Mária interjúja, 2000, 2003. október)
- „The Fascination of Budapest”, by Carolyn Bánfalvi, Sky Blue Magazine, 1/2005. pp. 59–64.
- „Megfertőzött a világmegváltás baktériuma”. Manager Magazin, 2005. november (Készítette Magyari Péter)
- Városépítők: Török András. (Pesti Műsor, 2008. március 6., 8. o., készítette Csejtei Orsolya)
- „Pestbeszéd”, 25 perces portréfilm, M2 2008, december 6., http://videotar.mtv.hu/Videok/2008/12/06/18/Pestbeszed_2008_december_6_.aspx
- „A visszahúzott rugó”, http://magyarnarancs.hu/lelek/a-visszahuzott-rugo-83014
- Margócsy István beszélgetése Török Andrással[12]
- „A hét dolgozója”: Török András (A Rádió Q műsora)[13]
- Marton Éva beszélget Török Andrással a Rádió Bézsben (2015. december 29.)[14]
- Bán Zoltán András: Lesz-e Esterházy-díj? (Unikornis, 2016. augusztus 5.) http://www.unikornis.hu/kultura/20160713-magyar-irodalom-baumgarten-dij-irodalmi-dijak.html Archiválva 2016. szeptember 8-i dátummal a Wayback Machine-ben
- Csontó Sándor: A polgárság kultúrosa (Népszabadság, 2016. augusztus 19., később nol.hu) http://nol.hu/kultura/a-polgarsag-kulturosa-1628473

## Díjai
- A Magyar Köztársasági Érdemrend lovagkeresztje (2003)
- Budapestért díj (2007)
- Budapest díszpolgára (2024)[15]